# Аленово правило
Аленово правило је назив за еколошко правило, постављено од стране америчког зоолога Џоела Асафа Алена 1877. Овим правилом формулишу се односи између дужине истакнутих делова тела- (уши, екстремитети, врат)- неког хомеотермног (ендотермног) организма и температуре његове животне средине.
Истакнути делови тела, наиме, интензивније одају топлоту од мање истакнутих, па се зато запажа да у хладнијим пределима животиње имају краће уши, екстремитете и реп, а некада су и сасвим редуковани.

## Објашњење
Правило предвиђа да би хомеотермне животиње, различитог обима тела, требало да имају различите површине, које би ускладиле одвођење топлоте из тела. Слика приказује две правоугаоне призме, које су, обе, по осам кубних метара запремине. Сваки од блокова од којих се састоје, садржи једну дату јединицу запремине и површине. 
- Призма која је виша, која има два блока у ширини, један у дужини и четири у висини, запремине је 8 јединица (у кубним метрима) и површине 28 јединица (у квадратним метрима).
- Друга призма, која има два блока у ширини, дужини и висини, запремине је 8 јединица, али је површине 24 јединица.

У хладним условима, према Аленовом правилу, требало би да је релативно мали однос површине према запремини. Будући да би при ниским температурама животиње требало да задрже максималну количину топлоте, требало би да имају релативно малу површину у односу на запремину, како би одавале минимално топлоте и како би одржале телесну температуру.
У топлим условима, према Аленовом правилу, требало би да је релативно велики однос површине према запремини. Тиме животиње омогућују максимално одавање топлоте, зарад одржања телесне температуре у нормали.

## Механизам
Фактор који оправдава Аленово правило на биолошком плану је утицај температуре на раст хрскавичавог ткива. У експерименту одгајања мишева у различитим условима, показано је како ти услови утичу на раст репова и ушију, чиме се оправдала тврдња да температура утиче на раст хрскавице, а тиме и постојаност овог правила.